# Microrhopala rileyi
Microrhopala rileyi är en skalbaggsart som beskrevs av S. Clark 1983. Microrhopala rileyi ingår i släktet Microrhopala och familjen bladbaggar. Inga underarter finns listade i Catalogue of Life.